# 4. motorizirana strelska divizija (Nationale Volksarmee)
Za druge 4. divizije glejte 4. divizija.
4. motorizirana strelska divizija (izvirno nemško 4. Motorisierte-Schützen-Division) je bila motorizirana divizija v sestavi Nationale Volksarmee, oboroženih sil Nemške demokratične republike.

## Zgodovina
Divizija je bila ustanovljena 30. novembra 1956 s preimenovanjem 4. mehanizirane divizije. 
Vojna sestava naj bi štela 14.506 vojakov, medtem ko je mirnodobna sestava uradno štela 10.239 pripadnikov; dejansko je divizija imela 10.277 pripadnikov. 
Med opremo in oborožitev divizije je bilo:
- 4 FROG-7 raketometi,
- 214 tankov T-55,
- 114 pehotnih bojnih vozil BMP,
- 270 oklepnih transporterjev,
- 126 artilerijskih kosov in večcevnih raketometov in
- 13 tankov-mostonosilcev.

## Organizacija
- Motorisierte-Schützenregiment 22 Thomas Müntzer
- Motorisierte-Schützenregiment 23 Anton Saefkow
- Motorisierte-Schützenregiment 24 John Scheer
- Panzerregiment 4 August Bebel
- Artillerieregiment 4 Willi Bredel
- Führungsbatterie Chef Raketen/Artillerie 4
- Flak- Raketene Regiment 4 Hermann Danz
- Führungsbatterie Chef Truppenluftabwehr 4
- Raketenabteilung 4
- Geschosswerferabteilung 4
- Aufklärungsbatallion 4 Wilhelm Girnius
- Pionierbatallion 4 Walter Kaiser-Gorrish
- Panzerjägerabteilung 4 Franz Jacob
- Nachrichtenbatallion 4
- Batallion Materielle Sicherstellung 4
- Instandsetzungsbatallion 4
- Batallion Chemische Abwehr 4
- Sanitätsbatallion 4
- Ersatzregiment 4

## Poveljstvo
Poveljnik
- Polkovnik Martin Günther (15. junij 1956 - 15. januar 1958)
- Polkovnik Hans Ernst (15. januar 1958 - 15. avgust 1961)
- Polkovnik Helmut Poppe (15. avgust 1961 - 22. avgust 1962)
- Polkovnik Karl-Heinz Hollstein (1. oktober 1962 - 30. september 1966)
- Polkovnik Joachim Goldbach (1. oktober 1966 - 31. avgust 1969)
- Polkovnik Heinz Koch (1. september 1969 - 31. julij 1972)
- Polkovnik Artur Seefeldt (1. avgust 1972 - 30. september 1979)
- Polkovnik Egon Gleau (1. oktober 1979 - 31. oktober 1983)
- Generalmajor Werer Schulze (1. november 1983 - 31. avgust 1985)
- Polkovnik Michael Schlothauer (1. september 1985 - 31. avgust 1987)
- Polkovnik Bernd Leistner (1. september 1987 - 2. oktober 1990)